# Milionia grandis
Milionia grandis là một loài bướm đêm trong họ Geometridae.